# جائزة الأوسكار لأفضل فلم رسوم متحركة
جائزة الأوسكار لأفضل أفلام الرسوم المتحركة عبارة عن أحد الجوائز التي تمنحها أكاديمية الفنون والعلوم السينمائية التي تعتبر أكاديمية فخرية وليست أكاديمية تعليمية في كاليفورنيا في الولايات المتحدة وتعتبر من الجائزة في هذا الفرع من الفن السينمائي جديدا مقارنة بالفروع الأخرى حيث منحت هذه الجائزة لأول مرة عام 2001.

## قائمة بأسماء الأفلام الحائزة على جائزة الأوسكار
فيما يلي قائمة بأسماء أفلام الصور المتحركة الفائزة في تاريخ جائزة الأوسكار:
- 2001 (الحفل 74) فلم شريك (بالإنجليزية: Shrek)
- 2002 (الحفل 75) فلم المخطوفة (باليابانية: 千と千尋の神隠し ، سِن تو تشيهيرو نو كامي كاكُشي)
- 2003 (الحفل 76) فلم البحث عن نيمو (بالإنجليزية: Finding Nemo)
- 2004 (الحفل 77) فلم الخارقون (بالإنجليزية: The Incredibles)
- 2005 (الحفل 78) فلم والاس وجروميت: لعنة الأرنب المستذئب (بالإنجليزية: Wallace & Gromit: The Curse of the Were-Rabbit)
- 2006 (الحفل 79) فلم الأقدام المرحة (بالإنجليزية: Happy Feet)
- 2007 (الحفل 80) فلم الطباخ الصغير (بالإنجليزية: Ratatouille)
- 2008 (الحفل 81) فلم وال-إي (بالإنجليزية: WALL·E)
- 2009 (الحفل 82) فلم فوق (بالإنجليزية: Up)
- 2010 (الحفل 83) فلم حكاية لعبة 3 (بالإنجليزية: Toy Story 3)
- 2011 (الحفل 84) فلم رانغو (بالإنجليزية: Rango)
- 2012 (الحفل 85) فلم أسطورة مريدا (بالإنجليزية: Brave)
- 2013 (الحفل 86) فلم ملكة الثلج (بالإنجليزية: Frozen)
- 2014 (الحفل 87) فلم الأبطال الستة (بالإنجليزية: Big Hero 6)
- 2015 (الحفل 88) فلم قلبا وقالبا (بالإنجليزية:Inside Out)
- 2017 (الحفل 89) فلم زوتروبوليس (بالإنجليزية: Zootropolis)
- 2018 (الحفل 90) فلم كوكو (بالإنجليزية: Coco)
- 2019 (الحفل 91) فلم سبايدرمان: إنتو ذا سبايدر-فيرس (فلم 2018)(بالإنجليزية: Spider-Man: Into the Spider-Verse)
- 2020(حفل92) فلم توي ستوري 4 (بالإنجليزية:Toy Story 4)
- 2021 (حفل 93) فلم روح (بالإنجليزية: Soul)
- 2022(حفل 94) فلم اينكاتو (بالإنجليزية: Encanto)
- 2023(حفل 95)فلم بينوكيو(بالإنجليزية:Pinocchio)